# FIVB 세계 여자 배구 선수권 대회

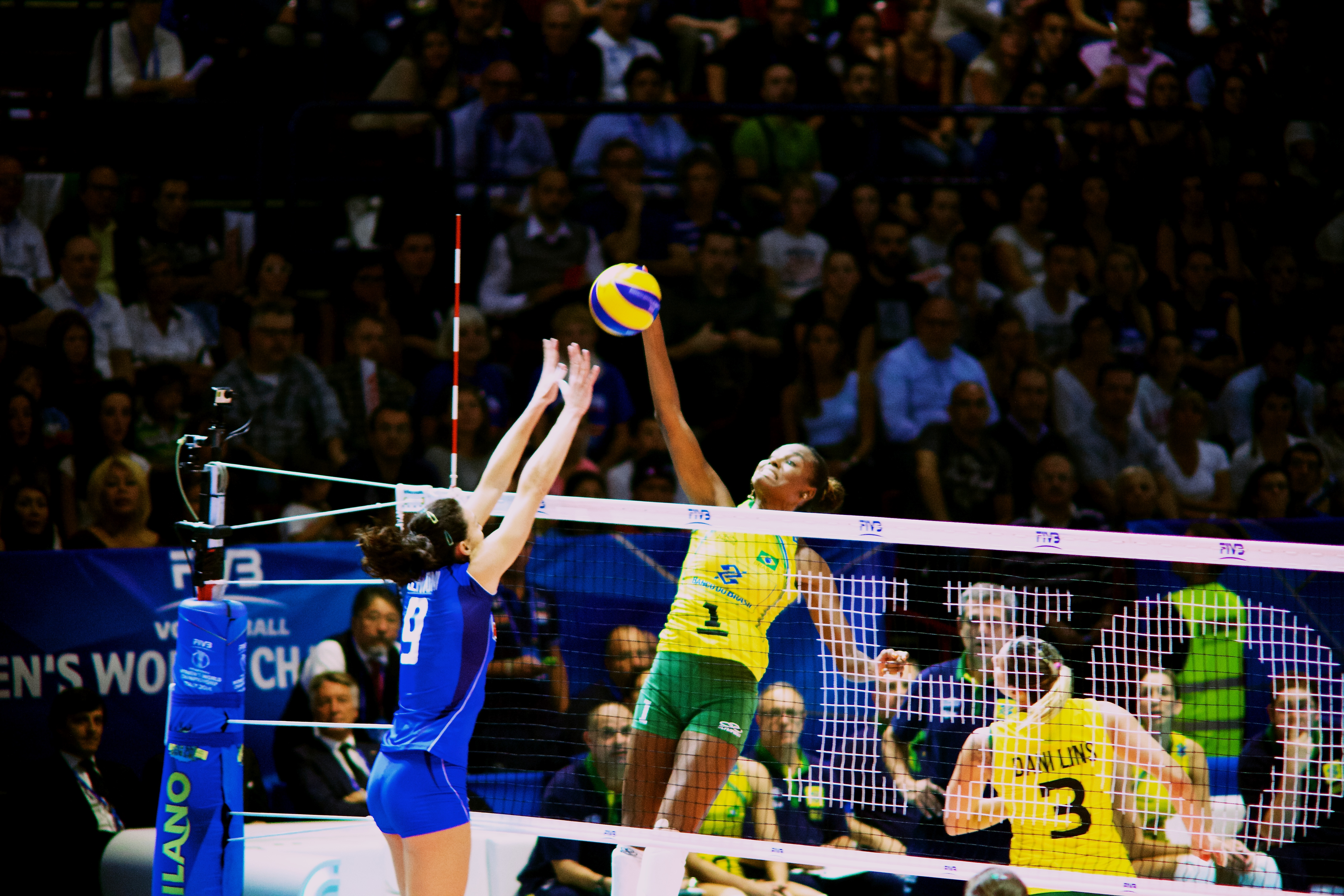

FIVB 세계 여자배구 선수권 대회(영어: FIVB Volleyball Women's World Championship)는 배구 종목을 총괄하는 국제기구인 국제 배구 연맹(FIVB)이 주관하는 국제 배구 대회이다. 대회는 1952년에 창설되었으며, FIVB 가맹국의 성인 여자 국가대표팀이 참여한다. 대회 초창기에는 변동 사항이 있었지만, 1970년 이래 4년을 주기로 열리고 있다. 현재 우승국은 일본에서 개최된 2018년 선수권 대회에서 우승한 세르비아이다.
현행 대회 방식 하에서 본선에 진출하기 위해서는 본선이 시작되기 3년 전부터 시행되는 예선 단계를 거쳐야 한다. 본선 토너먼트에서는 개최국을 포함한 24개국이 한 달 남짓 동안 개최국에서 대회를 치른다. 현재까지 총 17번의 세계 선수권대회가 열리는 동안 6개국이 우승을 차지하였다. 최다 우승국으로는 소련 국가대표팀의 기록을 승계하는 러시아가 7번 우승컵을 들어올렸다. 러시아의 뒤를 이어 일본과 쿠바가 각각 3번씩 대권을 들어올렸다. 중국이 총 2번, 미국과 이탈리아는 각자 총 1번 세계 선수권대회에서 우승하였다.
차기 세계 선수권 대회는 2018년에 열리며, 일본에서 개최된다. 동일한 성격의 남자부 대회로는 FIVB 세계 남자배구 선수권 대회가 있다.

## 역사

### 기원
세계 선수권 대회는 FIVB가 1947년에 설립된 이후로 FIVB 주관으로 1949년 체코 슬로바키아 프라하에서 세계 남자 배구 선수권 대회가 처음 개최되었다. 참가국은 유럽으로 제한되었다.
3년 후, 여자 대회가 개최되었고, 참가국에 아시아 국가를 포함시키는 한편 4년 주기로 개최하기 시작하였다. 다음 대회부터 남미와 중앙 아메리카, 북미팀으로 참가국이 확장되었다.
배구가 1964년 올림픽에 정식종목으로 추가할 때부터 세계 선수권 대회와 올림픽이 2년마다 벌어지도록 세계 선수권 대회도 4년 주기로 개최된다. 1970년부터 아프리카 팀도 대회에 참여하였다. 이로서 다섯 대륙 연합의 회원을 가진 대회라는 원래의 목표를 달성했다.
참가 팀 수는 그동안 계속 변경되었다. 1970년대에는 23(여자)·24(남자)개 팀이 참가했고, 1980년대 중반부터 1994년까지는 16팀으로 줄었다가, 1998년 이후 24개팀으로 확장됐다.

### 우승국
세계 여자 선수권 대회의 패권은 그동안 대체로 유럽과 아시아가 나눠 차지해왔다. 러시아가 (소련의 5회를 포함해) 7회 우승을 차지하였다. 일본과 쿠바가 각각 3회 우승했으며, 중국은 2회 우승했다. 또 2002년 이탈리아가 예상을 깨고 우승을 했고, 2014년에는 미국이 처음 우승했다.
소련은 1952년과 1956년, 1960년 대회의 처음 세 번을 우승하여 가장 인상적인 출발을 하였다.1962년 모스크바에서 개최된 대회에서는 일본이 챔피언이 되었고, 1967년 2연패를 달성했다. 1967년 대회에는 소련대표팀이 참가하지 않았다.
1970년에 다시 소련과 일본이 격돌했고, 소련이 일본에 복수하면서 패배를 안긴다. 쿠바대표팀은 두 오랜 라이벌을 제치고 1978년 유럽이나 아시아 대륙 팀이 아닌 팀으로는 처음 우승했다.
슈퍼스타 랑 핑이 이끄는 중국은 1982년 및 1986년 두 개 대회를 우승해 세계 선수권 대회의 역사에 새로운 기록을 남겼다. 1990년 대회에서도 결승에 진출하였으나 소련에 압도당했다.
쿠바의 1978년 우승은 Regla 토레스, 미레 야 루이스와 Regla 벨의 파워플레이어가 이끌었다. 뿐만 아니라 1994년과 1998년 대회에서도 전통의 강자 러시아와 중국을 제치고 우승하였다.
2002년 대회에서는 중국이 준결승에서 이탈리아의 상승세에 패했고, 결국 우승컵은 미국을 따돌린 이탈리아로 넘어갔다.
2006년에 브라질은 러시아와의 충격적인 타이브레이커에서 패해 우승을 놓쳤다.
2010년에 러시아는 다시 한번 브라질에 5세트 타이브레이커에서 패배를 안긴다.
2014년의 미국은 2012년 올림픽 챔피언 브라질를 누르고 결승에 진출하였다. 미국의 기세는 결승에서도 계속돼, 중국 대표팀에 3-1 승리를 거두면서 사상 첫 세계 선수권 타이틀 획득으로 이어졌다.

## 현행 대회 방식
- 대회 본선에는 24개국이 출전한다.
- 대회 예선은 2년에 걸쳐 시행한다.
- 개최국은 자동으로 본선 진출권을 획득한다.
- 대륙별 본선 진출국의 수는 국제 배구 연맹(FIVB)에 의해 결정된다.
- 대회 본선에 진출하기 위해서는 FIVB에서 관리하는 세계랭킹에 따라 예선전에 해당하는 대회에 참가하여 탈락하지 말아야 한다. 랭킹이 낮은 국가는 최대 3개의 대회에, 랭킹이 높은 국가는 단지 1개의 대회에 참가하면 된다.
- 대회 본선은 예선 라운드(preliminary round)와 결선 라운드(final round)로 구성된다. 참가국 수에 따라서 1개 이상의 중간 라운드(intermediary round)를 둘 수도 있다.
- 예선 라운드에서 참가국은 복수의 조(pool)로 배정된다. 각 조에서는 라운드 로빈으로 경기가 치러진다.
- 예선 라운드가 종료되면 각 조의 상위 몇개국이 다음 라운드에 진출하며, 진출에 실패한 팀들은 대회에서 탈락한다. 다음 라운드 진출국 숫자는 당해 대회의 참가국 수, 결선 라운드 방식 등을 종합적으로 고려하여 결정된다.
- FIVB는 지금까지 결선 라운드에서 다양한 방식들을 도입했다. 최근의 경향은 결선 라운드에 올림픽 배구의 형식을 따르는 준결승전과 결승전을 치르는 것이다.
- 8강전에 이르러서 복수의 그룹(group)으로 참가국을 나눈 뒤 라운드 로빈을 진행하는 경우도 있으며 또는 바로 토너먼트 방식으로 진행하는 경우도 있다. 후자의 경우 예선을 통과한 참가국들을 8강으로 추리기 위한 중간 라운드를 둘 수도 있다.
- 선수단 구성에 관해서는 매우 엄격한 규칙이 적용된다.

## 역대 대회 결과
| 1952 | 소련           | 소련     | 라운드 로빈 | 폴란드   | 체코슬로바키아      | 라운드 로빈 | 불가리아       | 8  |
| 1956 | 프랑스         | 소련     | 라운드 로빈 | 루마니아 | 폴란드              | 라운드 로빈 | 체코슬로바키아 | 17 |
| 1960 | 브라질         | 소련     | 라운드 로빈 | 일본     | 체코슬로바키아      | 라운드 로빈 | 폴란드         | 10 |
| 1962 | 소련           | 일본     | 라운드 로빈 | 소련     | 폴란드              | 라운드 로빈 | 불가리아       | 4  |
| 1967 | 일본           | 일본     | 라운드 로빈 | 미국     | 대한민국            | 라운드 로빈 | 페루           | 4  |
| 1970 | 불가리아       | 소련     | 라운드 로빈 | 일본     | 북한                | 라운드 로빈 | 헝가리         | 16 |
| 1974 | 멕시코         | 일본     | 라운드 로빈 | 소련     | 대한민국            | 라운드 로빈 | 동독           | 23 |
| 1978 | 소련           | 쿠바     | 3-0         | 일본     | 소련                | 3-1         | 대한민국       | 23 |
| 1982 | 페루           | 중국     | 3-0         | 페루     | 미국                | 3-1         | 일본           | 23 |
| 1986 | 체코슬로바키아 | 중국     | 3-1         | 쿠바     | 페루                | 3-1         | 동독           | 16 |
| 1990 | 중국           | 소련     | 3-1         | 중국     | 미국                | 3-1         | 쿠바           | 16 |
| 1994 | 브라질         | 쿠바     | 3-0         | 브라질   | 러시아              | 3-1         | 대한민국       | 16 |
| 1998 | 일본           | 쿠바     | 3-0         | 중국     | 러시아              | 3-1         | 브라질         | 16 |
| 2002 | 독일           | 이탈리아 | 3-2         | 미국     | 러시아              | 3-1         | 중국           | 24 |
| 2006 | 일본           | 러시아   | 3-2         | 브라질   | 세르비아 몬테네그로 | 3-0         | 이탈리아       | 24 |
| 2010 | 일본           | 러시아   | 3-2         | 브라질   | 일본                | 3-2         | 미국           | 24 |
| 2014 | 이탈리아       | 미국     | 3-1         | 중국     | 브라질              | 3-2         | 이탈리아       | 24 |
| 2018 | 일본           | 세르비아 | 3-2         | 이탈리아 | 중국                | 3-0         | 네덜란드       | 24 |

## 기록과 통계
※ 전임국의 기록을 승계하는 것과 관련하여 국제 배구 연맹(FIVB)은 다음의 기록승계를 인정하고 있다.
1.  러시아는  소련의 기록을 승계한다.
2.  체코는  체코슬로바키아의 기록을 승계한다.
3.  독일은  동독의 기록을 승계한다.
4.  세르비아는  유고슬라비아 및  세르비아 몬테네그로의 기록을 승계한다.

### 국가별 우승 횟수
| 우승국         | 우승 횟수 |
| -------------- | --------- |
| 러시아         | 7회       |
| 일본           | 3회       |
| 쿠바           | 3회       |
| 중화인민공화국 | 2회       |
| 세르비아       | 2회       |
| 미국           | 1회       |

### 국가별 메달 집계
이탈리아||1||0||0||1
| 순위 | 국가                   | 금메달 | 은메달 | 동메달 | 합계 |    |
| ---- | ---------------------- | ------ | ------ | ------ | ---- | -- |
| 1    | 러시아                 | 7      | 2      | 4      | 13   |    |
| 2    | 일본                   | 3      | 3      | 1      | 7    |    |
| 3    | 쿠바                   | 3      | 1      | 0      | 4    |    |
| 4    | 중화인민공화국         | 2      | 3      | 1      | 6    |    |
| 5    | 미국                   | 1      | 2      | 2      | 5    |    |
| 6    | 세르비아               | 1      | 0      | 1      | 2    |    |
| 7    | 브라질                 | 0      | 3      | 1      | 4    |    |
| 8    | 폴란드                 | 0      | 1      | 2      | 3    |    |
| 9    | 페루                   | 0      | 1      | 1      | 2    |    |
| 10   | 루마니아               | 0      | 1      | 0      | 1    |    |
| 11   | 대한민국               | 0      | 0      | 2      | 2    |    |
| 11   | 체코                   | 0      | 0      | 2      | 2    |    |
| 13   | 조선민주주의인민공화국 | 0      | 0      | 1      | 1    |    |
| 13   | 합계                   | 합계   | 17     | 17     | 17   | 51 |

### 국가별 4강 기록
| 순위 | 국가                   | 우승 (최근) | 준우승 (최근) | 3위 (최근) | 4위 (최근) |
| ---- | ---------------------- | ----------- | ------------- | ---------- | ---------- |
| 1    | 러시아                 | 7회 (2010)  | 2회 (1974)    | 4회 (2002) | 0회        |
| 2    | 일본                   | 3회 (1974)  | 3회 (1978)    | 1회 (2010) | 1회 (1982) |
| 3    | 쿠바                   | 3회 (1998)  | 1회 (1986)    | 0회        | 1회 (1990) |
| 4    | 중화인민공화국         | 2회 (1986)  | 3회 (2014)    | 1회 (2018) | 1회 (2002) |
| 5    | 미국                   | 1회 (2014)  | 2회 (2002)    | 2회 (1990) | 1회 (2010) |
| 6    | 세르비아               | 1회(2018)   | 0회           | 1회 (2006) | 0회        |
| 7    | 이탈리아               | 1회 (2002)  | 0회           | 0회        | 2회 (2014) |
| 8    | 브라질                 | 0회         | 3회 (2010)    | 1회 (2014) | 1회 (1998) |
| 9    | 폴란드                 | 0회         | 1회 (1952)    | 2회 (1962) | 1회 (1960) |
| 10   | 페루                   | 0회         | 1회 (1982)    | 1회 (1986) | 1회 (1967) |
| 11   | 루마니아               | 0회         | 1회 (1956)    | 0회        | 0회        |
| 12   | 대한민국               | 0회         | 0회           | 2회 (1974) | 2회 (1994) |
| 13   | 체코                   | 0회         | 0회           | 2회 (1960) | 1회 (1956) |
| 14   | 조선민주주의인민공화국 | 0회         | 0회           | 1회 (1970) | 0회        |
| 15   | 불가리아               | 0회         | 0회           | 0회        | 2회 (1962) |
| 15   | 독일                   | 0회         | 0회           | 0회        | 2회 (1986) |
| 17   | 헝가리                 | 0회         | 0회           | 0회        | 1회 (1970) |

### 국가별 개최 횟수
다음은 역대 세계 여자배구 선수권대회를 개최한 국가들의 목록이다. "*" 표시는 당해 대회의 공동개최를 의미한다.
| 개최국         | 개최 횟수 | 개최년도                     |
| -------------- | --------- | ---------------------------- |
| 일본           | 5         | 1967, 1998, 2006, 2010, 2018 |
| 소련           | 3         | 1952, 1962, 1978             |
| 브라질         | 2         | 1960, 1994                   |
| 프랑스         | 1         | 1956                         |
| 불가리아       | 1         | 1970                         |
| 멕시코         | 1         | 1974                         |
| 페루           | 1         | 1982                         |
| 체코슬로바키아 | 1         | 1986                         |
| 중국           | 1         | 1990                         |
| 독일           | 1         | 2002                         |
| 이탈리아       | 1         | 2014                         |

### 역대 대회MVP
- 1952 ~ 1978 - 별도의 시상 없음
- 1982년 -  랑핑 (郎平)
- 1986년 -  양 시란 (楊錫蘭)
- 1990년 -  이리나 키릴로바 (Irina Kirillova)
- 1994년 -  레글라 토레스 (Regla Torres)
- 1998년 -  레글라 토레스 (Regla Torres)
- 2002년 -  엘리사 토구트 (Elisa Togut)
- 2006년 -  다케시타 요시에 (竹下佳江)
- 2010년 -  예카테리나 가모바 (Yekaterina Gamova)
- 2014년 -  킴벌리 힐 (Kimberly Hill)
- 2018년 -  티야나 보슈코비치 (Tijana Bošković)
- 2022년 -  티야나 보슈코비치 (Tijana Bošković)

- (영어) FIVB

## 같이 보기
- 올림픽 배구
- FIVB 세계 남자 배구 선수권 대회
- FIVB 여자 배구 월드컵
- FIVB 월드그랜드챔피언스컵
- FIVB 배구 월드그랑프리
- FIVB 여자 배구 네이션스리그